# Phoebastria
Phoebastria is een geslacht van vogels uit de familie Albatrossen (Diomedeidae). Het geslacht telt vier soorten. De soorten uit dit geslacht komen bijna uitsluitend voor in de tropische delen van de oceanen.

## Soorten
- Phoebastria albatrus  – Stellers albatros
- Phoebastria immutabilis  – Laysanalbatros
- Phoebastria irrorata  – Galápagosalbatros
- Phoebastria nigripes  – Zwartvoetalbatros